# Hans Litten

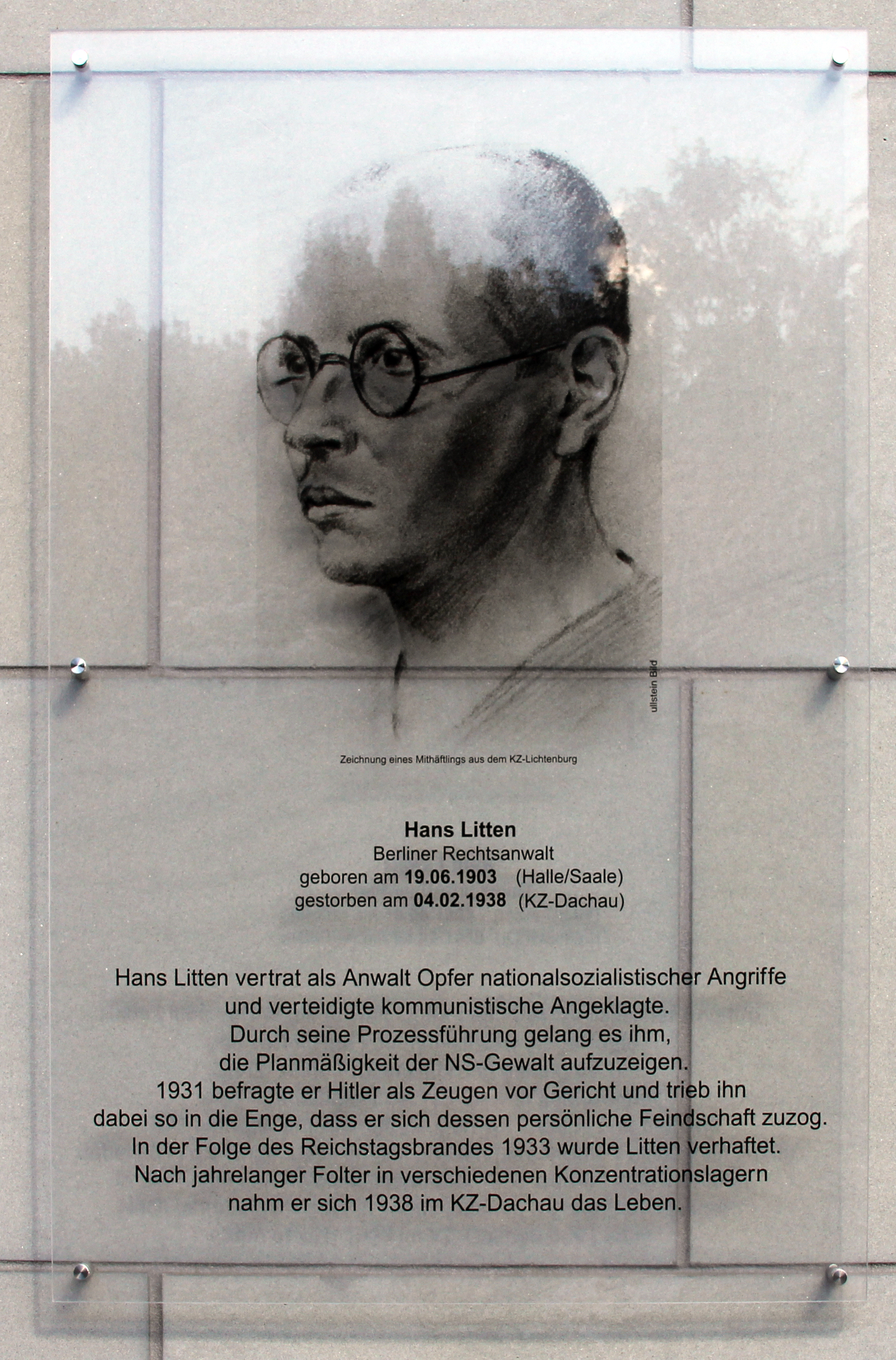
Gedenktafel am Haus Littenstraße 9 in Berlin-Mitte

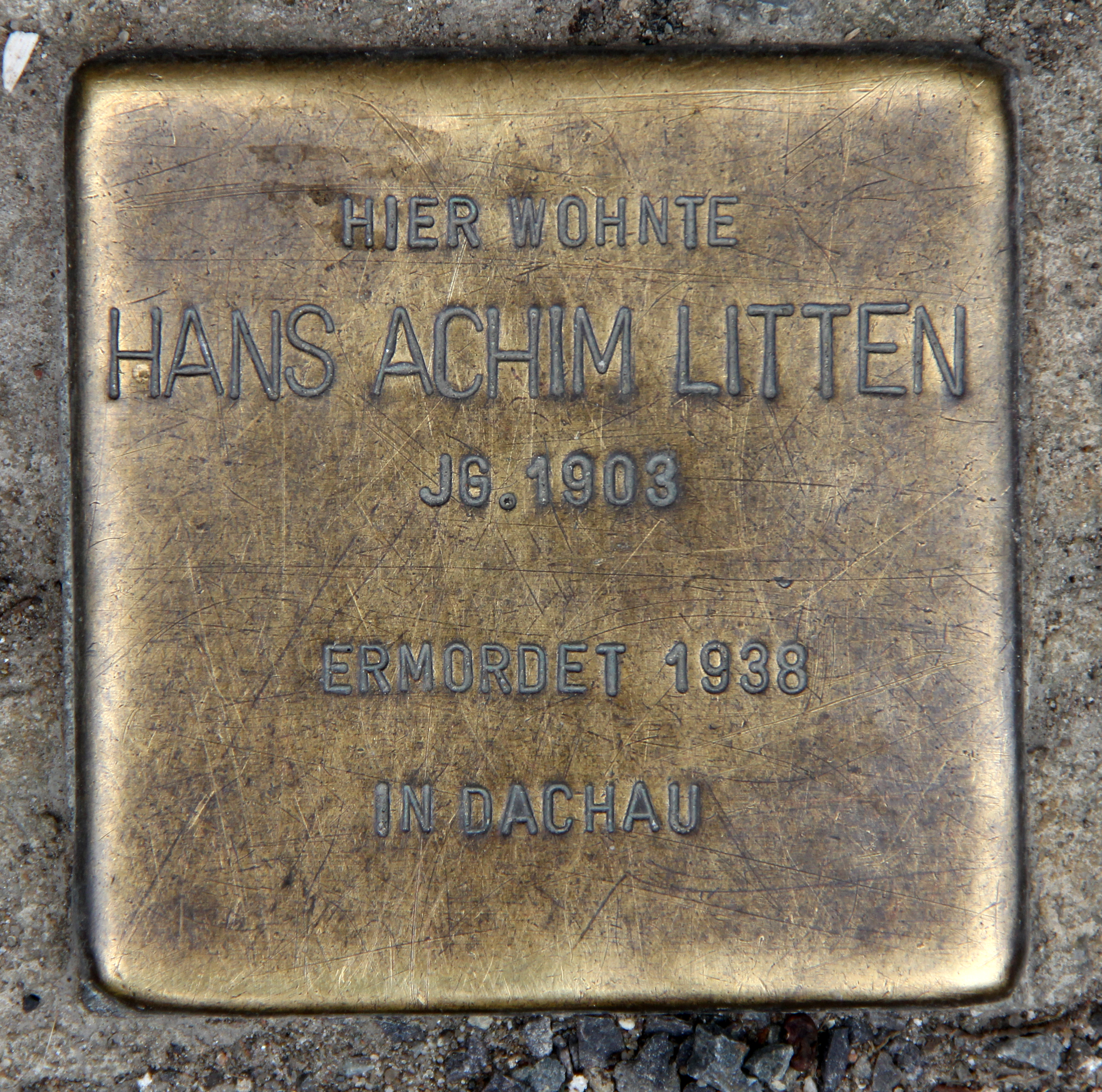
Stolperstein, Zolastraße 1a in Berlin-Mitte

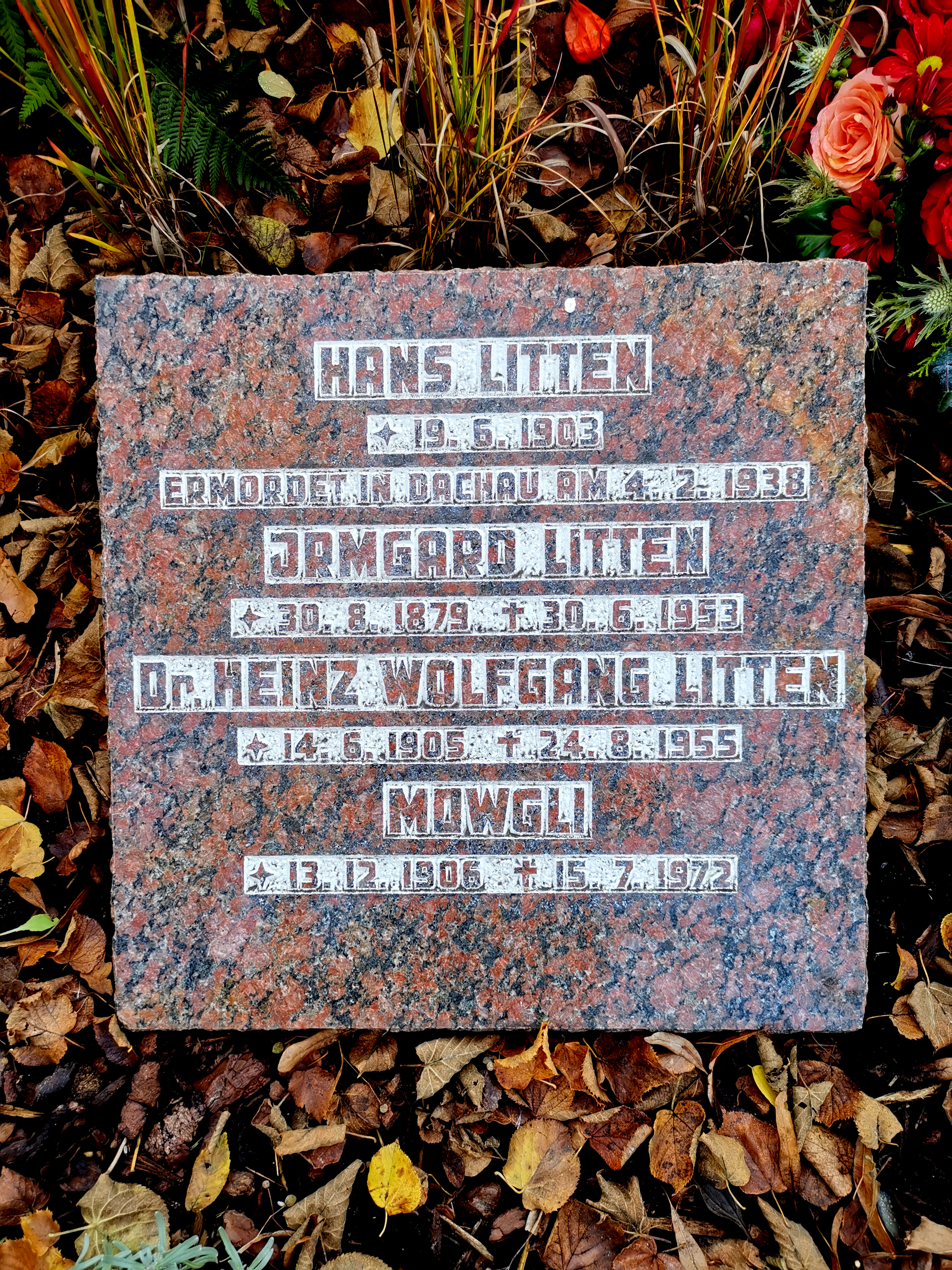
Grab auf dem Friedhof Pankow III

Hans Joachim Albert Litten (* 19. Juni 1903 in Halle an der Saale; † 5. Februar 1938 im KZ Dachau) war ein deutscher Rechtsanwalt und Strafverteidiger, der sich insbesondere als Gegner des NS-Regimes und „Anwalt des Proletariats“ einen Namen machte. Er wurde 1933 verhaftet und starb 1938 im KZ Dachau.

## Frühe politische Prägung
Hans Litten wurde als ältester von drei Söhnen in einem bürgerlichen Elternhaus in Halle (Saale) geboren, wo die Familie bis 1906 lebte. Danach zog sie nach Königsberg (Preußen). Der dominante Vater, Fritz Litten, ein in den Traditionen des Kaiserreichs verharrender, erzkonservativer Gegner der 1918 ausgerufenen Republik, war Jurist und Ordinarius für römisches und bürgerliches Recht, zeitweilig Dekan der juristischen Fakultät und Rektor der Albertus-Universität Königsberg, Geheimer Justizrat und Berater der preußischen Regierung. Das Verhältnis Littens zum Vater war konfliktbeladen. Dessen Taufe und damit einhergehend seine Abwendung vom Judentum betrachtete er als opportunistischen Akt. Hans Litten selbst war getauft, lernte aber schon in der Schule Hebräisch und ließ sich im Abitur in dem Fach prüfen. Sein Interesse für das Judentum war anfangs eine Reaktion auf seinen Vater, am Ende wollte er Jude sein und neigte zum Mystizismus.
Seine politische Prägung erhielt Hans Litten wohl vorrangig von der einer schwäbischen Pastoren- und Professorenfamilie entstammenden Mutter, Irmgard Litten, geborene Wüst, die humanistischen Ideen und der Kunst gegenüber aufgeschlossen war. Sie beeinflusste auch sein starkes Gerechtigkeitsgefühl gegenüber Bedrohten, Verfolgten und Entrechteten.
In seiner Jugend in Königsberg wandte sich Litten zusammen mit seinem Jugendfreund Max Fürst der deutsch-jüdischen Jugendgruppe mit sozialrevolutionären Ideen „Schwarzer Haufen“ (SH) zu, die bis 1927 den liberalen Kameraden, deutsch-jüdischer Wanderbund angehörte und sich 1928 auflöste.
Schon früh suchte Hans Litten die politische Auseinandersetzung. Prägende politisch-gesellschaftliche Ereignisse waren unter anderem die Antikriegsdemonstration vom 1. Mai 1916 in Berlin, die Verhaftung und Ermordung von Karl Liebknecht und Rosa Luxemburg sowie die revolutionären Ereignisse von 1918.
Aus seiner Schulzeit gibt es folgende Anekdote: Auf die Frage, ob man ein Bild Paul von Hindenburgs, des „Siegers der Schlacht von Tannenberg“, in der Klasse aufhängen solle, habe er zur Antwort gegeben, dass er schon immer dafür gewesen sei, ihn aufzuhängen.
Hans Littens Brüder waren die Schauspieler Heinz Litten (1905–1955) und Rainer Litten (1909–1972). Beide flüchteten ins Exil. Heinz Litten heiratete in Großbritannien die Schauspielerin und Kabarettistin Margot Amalie („Mowgli“) Löwenberg (1906–1972).

## Jurastudium
Eher einem Kunst- und Literaturstudium zugeneigt, studierte Litten auf Wunsch des Vaters in Königsberg, München und Berlin Jura. Seine eigene Meinung zur Juristerei drückt sich durch einen Eintrag in seinem Tagebuch aus: „Als sich der Ochs im Paradies langweilte, erfand er die Jurisprudenz.“
Trotzdem bestand er, der 1927 nach Berlin gezogen war und dort in einer Wohngemeinschaft mit seinem Jugendfreund Max Fürst (einem Schreiner) und dessen Freundin Margot Meisel lebte, seine Examina mit glänzenden Noten. Eine Stellung im Reichsjustizministerium lehnte er ab; 1928 ließ er sich mit dem sozial engagierten, der KPD nahestehenden Rechtsanwalt Ludwig Barbasch in einer gemeinsamen Anwaltskanzlei in Berlin nieder.

## Litten als „Anwalt des Proletariats“
Bereits einer seiner ersten Prozesse erregte Aufsehen und zeichnete den weiteren Lebensweg von Hans Litten als „Arbeiter-Anwalt“ vor. Er vertrat Arbeiter, die im März 1921 wegen organisierten Widerstandes gegen den vom preußischen Innenminister Carl Severing (SPD) befohlenen Polizeieinmarsch in die mitteldeutschen Industrieorte zu langjährigen Zuchthausstrafen verurteilt worden waren. Bei einigen gelang ihm eine Anerkennung als politische Täter, die damit unter das Amnestiegesetz vom August 1920 fielen.
Über seinen Sozietätskollegen Ludwig Barbasch hatte Litten auch Kontakt zur Roten Hilfe – einer von Wilhelm Pieck und Clara Zetkin gegründeten Selbsthilfeorganisation, die insbesondere in Zeiten von Streik und Arbeitslosigkeit notleidende Arbeiterfamilien unterstützte. Daneben organisierte die Rote Hilfe auch Rechtsschutz und Verteidigung für Arbeiter, die wegen ihrer politischen Aktivitäten oder Überzeugungen angeklagt wurden. Bis Mitte 1929 gewährte die Rote Hilfe knapp 16.000 inhaftierten Arbeitern juristischen Beistand und in weiteren 27.000 Fällen Rechtsschutz. Auch Hans Litten übernahm Mandate der Roten Hilfe.
Littens Prozessführung in den zahlreichen Verfahren gegen die Opfer von Polizeiübergriffen und nationalsozialistischen Überfällen zielte darauf ab, den jeweiligen Einzelfall in einen politischen Rahmen zu stellen, die bürgerkriegsähnlichen Methoden der Polizei bloßzustellen und die Verantwortlichkeiten bis in höchste Kreise aufzudecken. Er wollte aber keine sozialistischen Märtyrer schaffen, das heißt, er strebte Freispruch oder gegebenenfalls eine tatangemessene Bestrafung an. Dies führte mitunter zu Konflikten mit der Roten Hilfe und der KPD.
Für die Verteidigung benutzte Litten nicht nur die prozessualen Mittel, die ihm die Strafprozessordnung bot, sondern gleichzeitig die öffentlichen Veranstaltungen der Roten Hilfe. Diese wurden durch öffentliche und öffentlichkeitswirksame Zeugenvernehmungen zu Tribunalen.

### Erster-Mai-Prozess 1929
Im Jahr 1929 verteidigte Litten Teilnehmer einer aufgelösten Erster-Mai-Kundgebung in Berlin, bei der mehr als 30 Demonstranten getötet und Hunderte verletzt worden waren. Die Arbeiter waren wegen schweren Landfriedensbruchs in Tateinheit mit Aufruhr angeklagt. Zur Vorbereitung der Verteidigung gründete Litten zusammen mit Alfred Döblin, Heinrich Mann und Carl von Ossietzky einen „Ausschuss zur Untersuchung der Berliner Maivorgänge“. Litten, der die Demonstration und das brutale Vorgehen von Polizisten selbst beobachtet hatte und, als er die Namen von Zeugen und Opfern notierte, zusammengeschlagen worden war, erstattete Anzeige gegen den damaligen Berliner Polizeipräsidenten Karl Zörgiebel wegen Anstiftung zum Mord in 33 Fällen. In seiner Anzeige führte er aus:

„Zörgiebel ist seit vielen Jahren Mitglied der sozialdemokratischen Partei: er weiß daher, daß die Arbeiterschaft sich das Recht zur Maidemonstration selbst im kaiserlichen Deutschland und zaristischen Rußland niemals durch ein Polizeiverbot hat nehmen lassen. Er weiß auch, daß eine sozialistisch erzogene Arbeiterschaft sich niemals dieses Recht nehmen lassen wird. Wenn also der Beschuldigte trotzdem das Demonstrationsverbot aufrecht erhielt, so wußte er, daß dennoch demonstriert werden würde. Als normalbegabter Mensch wußte aber der Beschuldigte, daß die Aufhebung des Demonstrationsverbotes keine auch nur annähernd so fürchterliche Wirkung hätte haben können, wie die gewaltsame Durchsetzung des Demonstrationsverbots sie gehabt hatte.“

Die von Litten angestrebte Anklage gegen Zörgiebel wurde von der Staatsanwaltschaft nicht erhoben. Litten ließ jedoch nicht locker und beschuldigte Zörgiebel weiterer Morde, um ihn dazu zu bringen, ihn wegen Beleidigung zu verklagen. Zwar tat Zörgiebel Litten diesen Gefallen nicht, stattdessen verklagte er einen Arbeiter, der ihn geohrfeigt hatte. Litten übernahm dessen Verteidigung. In dem Prozess verteidigte Litten mit dem Argument, der Arbeiter hätte aus berechtigter Wut wegen der 33 Morde Zörgiebels gehandelt. Die Justiz wollte sich nicht die Blöße geben, den angebotenen Beweismitteln nachgehen zu müssen; stattdessen wurde der Beweisantrag Littens mit der Begründung abgelehnt, dass die Strafbarkeit für die Ohrfeige auch dann nicht entfiele, wenn man den Mordvorwurf gegen Zörgiebel als wahr unterstellen würde.

### Edenpalast-Prozess von 1931
Berühmt geworden ist vor allem der Prozess zum Überfall auf das Tanzlokal Eden in der Kaiser-Friedrich-Str. 24 in Berlin-Charlottenburg. Am 22. November 1930 hatte ein SA-Rollkommando das überwiegend von linken Arbeitern besuchte Lokal überfallen. Die Aktion war planmäßig vorbereitet, die polizeilichen Ermittlungen im Anschluss an die Tat verliefen schleppend.
Hans Litten vertrat vier der insgesamt zwanzig verletzten Arbeiter als Vertreter der Nebenklage. In dem Prozess ging es ihm neben der strafrechtlichen Verfolgung der unmittelbaren Täter darum, aufzuzeigen, dass der Terror als planmäßige Taktik der nationalsozialistischen Führung benutzt wurde, um die demokratischen Strukturen der Weimarer Republik zu zerstören. Kurz zuvor hatte Adolf Hitler vor dem Leipziger Reichsgericht die Legalität der „Nationalen Revolution“ beschworen.
Das Gericht rief Adolf Hitler am 8. Mai 1931 auf Antrag Littens sowie des Verteidigers der Angeklagten in den Zeugenstand. Litten wollte zeigen, dass der Eden-Überfall von der Parteiführung organisiert und inhaltlich mitgetragen worden war, dass es sich bei der NSDAP also nicht um eine demokratische, legitime und sich im Rahmen des Legalen bewegende Partei handelte. Im Lauf der Vernehmung konfrontierte Litten den Zeugen Hitler mit einer Schrift des Reichspropagandaleiters der NSDAP, Goebbels, mit dem Titel Der Nazi-Sozi. In dieser Schrift wurde gefordert, dass das Parlament auseinandergejagt werden solle, um die Macht zu ergreifen und die „Gegner zu Brei zu stampfen“.
Hitler war durch die Fragen von Litten blamiert und in die Enge getrieben. Er schrie Litten mit hochrotem Kopf an: „Wie kommen Sie dazu, Herr Rechtsanwalt, zu sagen, da ist eine Aufforderung zur Illegalität? Das ist eine durch nichts zu beweisende Erklärung!“
Die Blamage im Edenpalast-Prozess und die Gefahr für die nationalsozialistische Bewegung durch den Rechtsanwalt hat Hitler nie vergessen. Noch Jahre später durfte der Name Litten in seiner Gegenwart nicht erwähnt werden.

### Felseneck-Prozess 1932
In diesem Prozess wurde ein Überfall von Schlägertrupps der SA am 19. Januar 1932 auf die in Wilhelmsruh gelegene Laubenkolonie „Felseneck“ verhandelt. Fritz Klemke (1902–1932), der vier Tage vorher Mitglied der KPD geworden war, wurde bei den Auseinandersetzungen auf seinem Grundstück niedergeschossen. Obwohl der Sachverhalt des Mordes anerkannt worden war, fielen die SA-Angeklagten unter die Weihnachtsamnestie. Nach 1933 wurde dieser Überfall durch die Nationalsozialisten als „Heldentat“ geehrt und eine Straße in Reinickendorf Felseneckstraße benannt, konsequenterweise heißt diese Straße seit 1947 Klemkestraße.
Das seiner Auffassung nach Charakteristische des Prozesses bewertete Litten am 11. September 1932 in der Arbeiter Illustrierten Zeitung folgendermaßen:

„Der Satz von Karl Marx, daß das Recht ein Überbau der sozialen Gegebenheiten sei, erweist seine Richtigkeit besonders in Zeiten verschärfter Klassengegensätze. In solchen Zeiten ändern sich die gesellschaftlichen Grundlagen so schnell, daß die Gesetzgebungsmaschine mit der Entwicklung nicht immer Schritt hält. An einem Prozeß, der monatelang dauert, kann man in solchen Zeiten besonders deutlich beobachten, wie die Verhandlungsweise sich der wirtschaftlichen und politischen Entwicklung anpaßt. Der Felseneck-Prozeß, der am 20. April 1932 begann, bildet heute den letzten Überrest ordentlicher Gerichtsbarkeit in politischen Sachen inmitten der Arbeit der Sondergerichte. Aber die Entwicklung konnte auch an dem schwebenden Verfahren nicht vorbeigehen. Was in Sondergerichtsverfahren durch Gesetzgebung im Notverordnungswege eingeführt wurde, erreichte man im Felseneck-Prozeß auf anderem Wege. In politischen Prozessen widerspricht die Aufklärung der Hintergründe häufig dem Interesse der herrschenden Klasse.“

Bereits vor diesem Felseneck-Prozess, in dem Hans Litten vom Gericht als Verteidiger und Nebenklägervertreter abgelehnt wurde, weil er eine „hemmungslose parteipolitische Propaganda im Prozeß entfaltet [und] den Gerichtssaal zum Tummelplatz politischer Leidenschaften“ gemacht habe, hatte Litten einen von der „Roten Hilfe“ gestellten Begleitschutz. Den Vorschlag, für eine Zeit ins Ausland zu gehen, lehnte er mit der Begründung ab: „Die Millionen Arbeiter können nicht hinaus, also muß ich auch hier bleiben.“

## Verfolgung durch die Nationalsozialisten
Kurz nach der „Machtergreifung“ der Nationalsozialisten 1933 wurde Hans Litten in den frühen Morgenstunden des 28. Februar 1933 aufgrund der Reichstagsbrandverordnung in „Schutzhaft“ genommen, gleichzeitig unter anderem mit den kommunistischen Reichstagsabgeordneten Fritz Emrich, Ottomar Geschke, Ernst Schneller und Walter Stoecker, dem preußischen Landtagsabgeordneten Wilhelm Kasper, dem Schriftsteller Egon Erwin Kisch, Ludwig Renn, Carl von Ossietzky, bürgerlichen Intellektuellen wie Erich Baron und Felix Rosenheim. Auch Littens Kollegen Ludwig Barbasch und Felix Halle wurden verhaftet und in Haft schwer misshandelt.
Litten wurde zunächst nach Spandau verbracht. Zahlreiche Versuche, insbesondere seiner Mutter Irmgard Litten, aber auch ausländischer Juristen, wie des britischen Pazifisten und Abgeordneten Baron Allen of Hurtwood (Independent Labour Party) und der „Europäischen Konferenz für Recht und Freiheit“ (die unter Beteiligung von Delegierten aus acht Staaten im November 1937 in Paris stattgefunden hatte), Littens Freilassung zu erreichen, waren vergeblich.
Weitere Stationen seiner fünfjährigen Inhaftierung waren das KZ Sonnenburg und das Zuchthaus Brandenburg, wo auch der Anarchist Erich Mühsam interniert und gefoltert wurde:

„Dr. Hans Litten ist ein deutscher Anwalt, der vor dem Ausbruch des braunen Barbarismus wiederholt Kommunisten und Sozialdemokraten in politischen Prozessen vor Gericht vertreten hat. Ihm haben die Nazi ein furchtbares Schicksal bereitet. In einer Zuschrift an den Herausgeber des Londoner ‚Observer‘ wird geschildert, wie die Terroristen Dr. Litten seit Monaten martern, damit er ihnen die Geheimnisse preisgibt, die ihm als Anwalt anvertraut wurden. Zweimal hat er in schwerverletztem Zustand versucht, Selbstmord zu verüben. Als ihn seine Mutter, so heißt es in der Zuschrift, entsetzlich zugerichtet, im Spital sah, sagte sie zu den Ärzten: ‚Es wäre besser, wenn mein Sohn gestorben wäre.‘ Darauf antwortete ihr zynisch der Nazi-Arzt: ‚Jetzt noch nicht. Zuerst werden wir ihn wieder zusammenflicken, weil wir seine Aussagen brauchen. Später soll er dann machen, was er will.‘ Doktor Litten befindet sich auch heute noch mehr tot als lebendig im Konzentrationslager Brandenburg.“

Im Februar 1934 wurde Litten in das „Moorlager“ Esterwegen im Emsland und wenige Monate später ins KZ Lichtenburg verlegt. Im August 1934 hatte die Öffentlichkeit keine Nachricht mehr vom Schicksal Littens; er galt als verschollen.
Im August 1937 kam Litten nach Buchenwald und im Oktober 1937 schließlich nach Dachau.
Ende 1937 richtete die englische Regierung durch Vermittlung von Baron Allen of Hurtwood eine Eingabe an Hitler, in der um Littens Freilassung gebeten wurde. Hierauf antwortete Joachim von Ribbentrop, der damalige deutsche Botschafter in London. In seiner Antwort heißt es unter anderem: „Ich sah, daß ich nach sorgfältiger Prüfung des von Ihnen vorgelegten Falles zu meinem Bedauern nicht in der Lage bin, dem Führer und Reichskanzler die von Ihnen vorgeschlagene Lösung zu empfehlen. Die Gründe sind folgende: Rechtsanwalt Litten war einer der geistigen Führer des Kommunismus in Deutschland. Er ist wegen staatsfeindlicher Betätigung inhaftiert und seine geistige Einstellung läßt eine Enthaftung unter diesen Umständen nicht zu. Im übrigen ist in Ihrer Eingabe auch die Behauptung aufgestellt, daß die Behandlung des Rechtsanwalts nicht völlig einwandfrei sei. Er genießt nun, wie ich höre, sogar noch gewisse wichtige Sonderbegünstigungen.“
In Dachau wurde er vor einem erneuten Verhör am 5. Februar 1938 im Alter von 34 Jahren von seinem Freund Alfred Grünebaum erhängt in der Latrine gefunden. Es wird davon ausgegangen, dass Litten, der schon früher während der Inhaftierung Suizidversuche unternommen hatte, durch die langjährigen Folterungen und Misshandlungen in den Tod getrieben wurde.
Die letzte Ruhe fand Hans Litten auf dem Friedhof Pankow III in der Abt. UWB, Grab Nr. 349. Ende 2023 initiierte und übernahm der Deutsche Anwaltsverein (DAV) die gärtnerische Neugestaltung des Grabmals Hans Littens in Berlin-Niederschönhausen.

## Hans-Litten-Archiv
Das Archiv beherbergt einen Bestand von 20 lfm Büchern, 3 lfm Broschüren, 160 Zeitschriftentitel und Nachlässe im Umfang von 80 Ordnern. Teile des Bestandes werden vom Archiv digitalisiert und veröffentlicht. Darüber hinaus organisiert das Archiv Seminare und Vorträge, in denen es seine Ergebnisse für die Bildungsarbeit öffentlich macht. Gegen die Behauptung des Verfassungsschutzes, dass das Archiv zur „Struktur der Roten Hilfe“ gehöre und damit linksextremistisch sei, klagte das Archiv zum Teil erfolgreich: Mit Beschluss des Oberverwaltungsgerichts Berlin-Brandenburg vom 4. November 2020 darf das Bundesamt für Verfassungsschutz nicht mehr behaupten, dass der Hans-Litten-Archiv e. V. eine „extremistische Gruppierung“ sei, die verfassungsfeindliche Ziele verfolge. Dennoch sah es das Gericht weiterhin als erwiesen an, dass das Hans-Litten-Archiv als Verein zur Struktur der Roten Hilfe gehöre und diese als extremistisch eingestufte Gruppierung unterstütze.

## Ehrungen

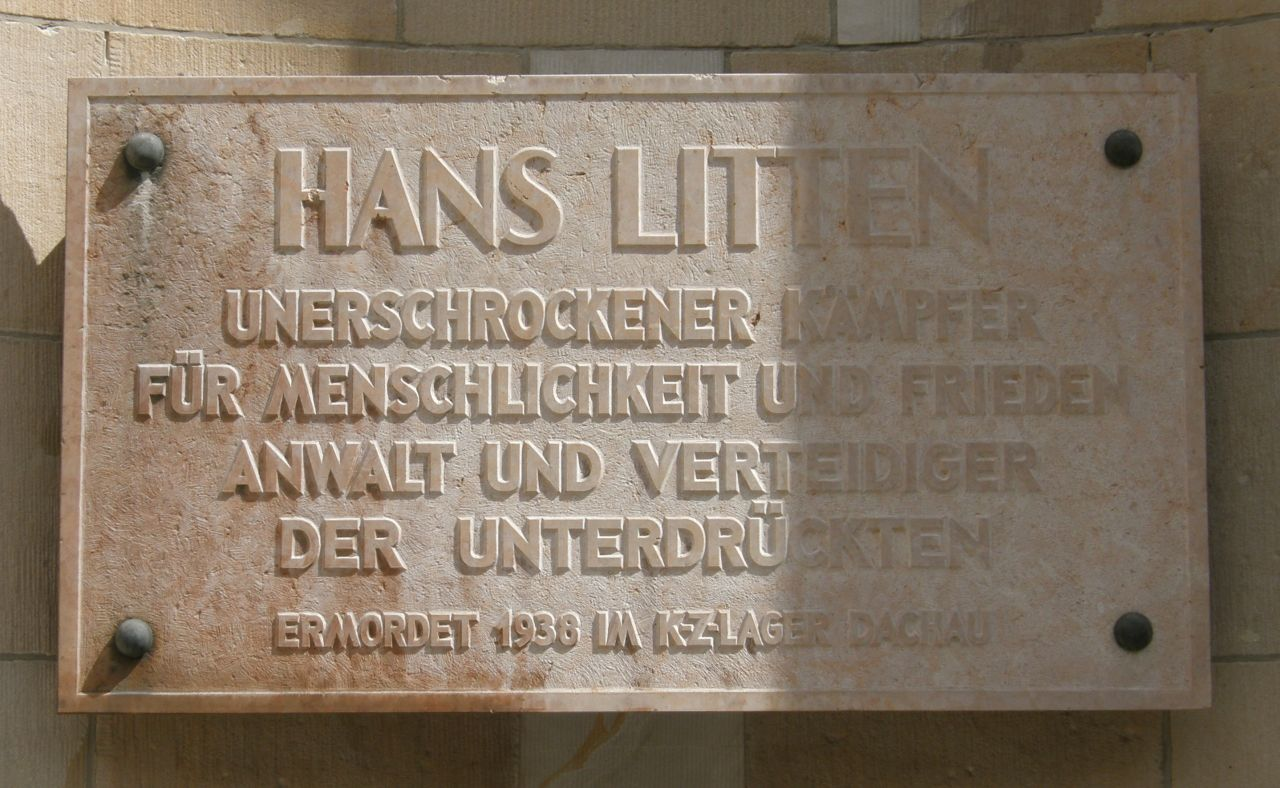
Gedenktafel für Hans Litten am Berliner Landgericht

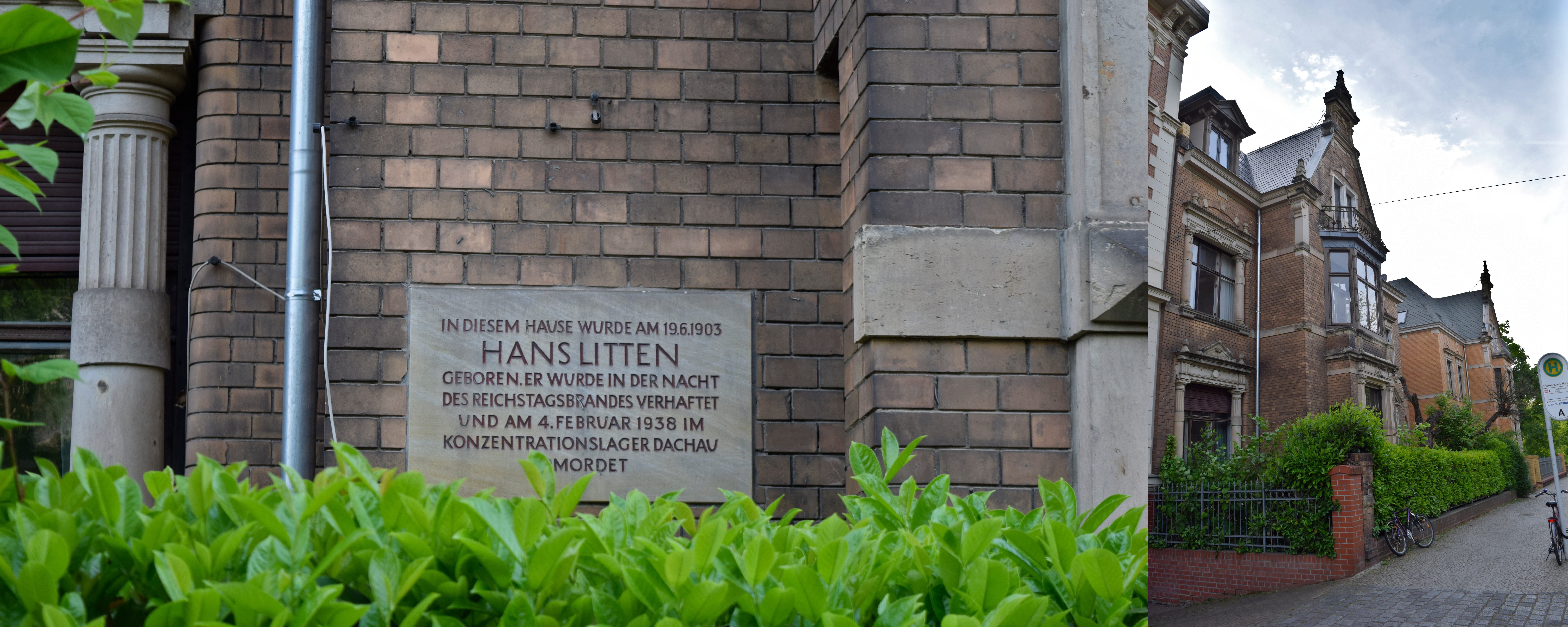
Gedenktafel an seinem Geburtshaus in Halle (Saale)

Zu Ehren Littens wurde in Berlin am 10. Mai 1951 die Neue Friedrichstraße in Littenstraße umbenannt. An ihr liegen der Hauptsitz der Bundesrechtsanwaltskammer und Rechtsanwaltskammer Berlin (Littenstraße 9, das Hans-Litten-Haus) bzw. des Deutschen Anwaltvereins (Littenstraße 11), sowie eine Dienststelle des Landgerichts Berlin II und das Amtsgericht Mitte. Am Landgericht wurde zusätzlich eine Gedenktafel für Litten installiert und im Gerichtsgebäude eine Büste aufgestellt.
In der Nähe des Dortmunder Landgerichtes, direkt am ehemaligen Gebäude der Staatsanwaltschaft Dortmund, liegt die 1988 benannte Hans-Litten-Straße.
Die Vereinigung Demokratischer Juristinnen und Juristen (VDJ) hat ihren alle zwei Jahre verliehenen Hans-Litten-Preis für demokratisches Engagement nach Hans Litten benannt. Sie betont: „Die Tradition, der sich Hans Litten verpflichtet hatte, ist auch die Tradition, der sich die VDJ verpflichtet fühlt.“
Im Mai 2006 wurde vor seinem ehemaligen Wohnort, Berlin-Mitte, Zolastraße 1a, ein Stolperstein verlegt. Zudem befindet sich an seinem Geburtshaus in der Burgstraße 43 in Halle eine Gedenktafel für Hans Litten, die daran erinnert, dass Litten „am 4. Februar 1938 im Konzentrationslager Dachau ermordet“ wurde.
Im Jahr 2015 wurde das Oberstufenzentrum für Recht und Wirtschaft in Berlin-Charlottenburg in Hans-Litten-Schule umbenannt.

## Rezeption

### Filme
- Rote Hilfe – Anwälte gegen rechte Justiz (DEFA)
- The Man Who Crossed Hitler (BBC, 2011)[30]
- Hitler vor Gericht – Die Geschichte von Hans Litten. Hardy Pictures/ZDF 2011. Dokumentation, 45 Min.
- In der 2020 ausgestrahlten dritten Staffel der TV-Serie Babylon Berlin verkörpert Trystan Pütter die Rolle des Hans Litten. (Er wird als Kettenraucher dargestellt, jedoch war Litten nach Angaben seiner Nichte Patricia Litten Nichtraucher.[31])
- In Arte-Dokumentation Die NS-Justiz: Recht des Unrechts (2023) ist Hans Litten einer der Protagonisten, an dessen Werdegang die Zerstörung von Recht und Justiz exemplarisch nachvollzogen wird.[32]

### Theater
- Taken at Midnight – Theaterstück (2014) von Mark Hayhurst[33] mit Penelope Wilton als Irmgard Litten und John Light in der Rolle eines Gestapo-Offiziers[34]
  - Deutsche Version: Der Prozess des Hans Litten (2016), Erstaufführung am Staatstheater Nürnberg mit Patricia Litten als ihre Großmutter Irmgard Litten[35] (insgesamt 30 Aufführungen[31]), 2022 weitere Aufführungen (4 an Gedenkstätten in Sachsen-Anhalt)[36] mit Marion Elskis als Irmgard Litten und Stefan Mehren als Carl von Ossietzky[37] und 2024 in Hamburg[38].